# 淡水県
淡水県（たんすいけん）は1945年3月に重慶国民政府が策定した台湾接管計画綱要地方政制の中で定められた台湾の行政区画（一級県）の一つ。

## 沿革
台湾北部に位置した淡水県は日本統治時代の淡水郡、新荘郡を合併させたものであり、現在の新北市新荘区、淡水区、八里区、三芝区、石門区、三重区、蘆洲区、泰山区、五股区、林口区に相当する。
1945年10月、台湾での軍政の責任者であった陳儀は台湾接管計画綱要地方政制の実施は現状にそぐわないとし一部の改編措置を見送った際、淡水県の設置のも先送りにされた。
1950年に国共内戦に敗れた国民政府が遷台した際、台湾接管計画綱要地方政制は廃止され、それと同時に淡水県設置の法的根拠も喪失し、実際に使用されることなく計画のまま消滅した。